# Последовательность
Последовательность в математике — пронумерованный набор каких-либо объектов, среди которых допускаются повторения, причём порядок объектов имеет значение. Нумерация чаще всего происходит натуральными числами. Обычно (особенно в математическом анализе) под последовательностью понимается бесконечная последовательность, при этом конечные последовательности в некоторых случаях также рассматриваются.
Наиболее часто изучаемый объект в классическом математическом анализе — числовая последовательность, в геометрии, в современных направлениях алгебры и анализа и приложениях изучаются также и нечисловые последовательности (например, последовательности элементов различных метрического пространства, временны́е ряды нечисловой природы, последовательности состояний систем управления и автоматов).
Формально последовательность определяется как отображение {\displaystyle s\colon \mathbb {N} \to X} множества натуральных чисел {\displaystyle \mathbb {N} } в заданное множество {\displaystyle X} (элементов множества {\displaystyle X}) произвольной природы. Образ натурального числа {\displaystyle n}, а именно элемент {\displaystyle x_{n}=s(n)}, называется {\displaystyle n}-м членом последовательности, а порядковый номер {\displaystyle n} члена последовательности {\displaystyle x_{n}} — его индексом.Подмножество {\displaystyle s\left[\mathbb {N} \right]} множества {\displaystyle X}, которое образовано элементами последовательности, называется носителем последовательности. Существует ряд обобщений, позволяющих нумеровать последовательности не только натуральными числами.
Подпоследовательностью последовательности {\displaystyle (x_{n})} называется зависящая от {\displaystyle k} последовательность {\displaystyle (x_{n_{k}})}, где {\displaystyle (n_{k})} — возрастающая последовательность натуральных чисел. Подпоследовательность можно получить из изначальной последовательности, выкинув из неё некоторые члены.
Основные способы конструктивного задания последовательностей — аналитический, где формула определяет последовательность {\displaystyle n}-го члена, например: {\displaystyle a_{n}={\frac {n}{n+1}}}, и рекуррентный, например числа Фибоначчи, где любой член последовательности выражается через предшествующие: {\displaystyle a_{1}=0,a_{2}=1,a_{n+2}=a_{n}+a_{n+1}}.
Основные вопросы, возникающие при изучении последовательностей:
- определение того, конечна или бесконечна данная последовательность (например, на 2020 год известно 51 простое число Мерсенна, но не доказано, что больше таких чисел нет);
- поиск закономерностей среди членов последовательности, поиск точной аналитической или рекуррентной формулы для последовательностей, определённых свойством;
- поиск аналитической формулы, которая может служить хорошим приближением для {\displaystyle n}-го члена последовательности (например, для {\displaystyle n}-го простого числа неплохое приближение даёт формула: {\displaystyle n\ln(n)}, и существуют и более точные);
- прогноз будущих состояний, в первую очередь выяснение вопроса, сходится ли данная последовательность к конечному или бесконечному пределу.

## Примеры
Многочлен от одной переменной {\displaystyle a_{0}+a_{1}x+\dots +a_{n}x^{n}} можно рассматривать как конечную последовательность его коэффициентов, или бесконечную — в предположении {\displaystyle a_{i}=0} при {\displaystyle i>n}.
Одной из наиболее известных нетривиальных бесконечных числовых последовательностей является последовательность простых чисел.
Каждому действительному числу может быть сопоставлена собственная последовательность, называемая цепной дробью — причём для рациональных чисел она всегда конечна, для алгебраических иррациональных чисел бесконечна (для квадратичных иррациональностей — периодична), а для трансцендентных чисел бесконечна и не периодична, хотя отдельные числа и могут встречаться в ней бесконечное число раз. Например, цепная дробь для числа {\displaystyle {\frac {13}{9}}} конечна и равна {\displaystyle [1;2,4]}, а цепная дробь числа {\displaystyle \pi } уже бесконечна, не периодична и выглядит следующим образом: {\displaystyle [3;7,15,1,292,1,1,1,2,1,3,1,14,2,1,1,2,2,2,2,1,84,2,1,1,15,\dots ]}.
Любое отображение множества {\displaystyle \mathbb {N} } в себя также является последовательностью.
В геометрии часто рассматривается последовательность правильных многоугольников, форма которых зависит только от количества вершин.
Последовательность может состоять даже из множеств — к примеру, можно составить последовательность, в которой на {\displaystyle n}-ой позиции находится множество всех многочленов степени {\displaystyle n} с целыми коэффициентами от одной переменной.

## Нотация

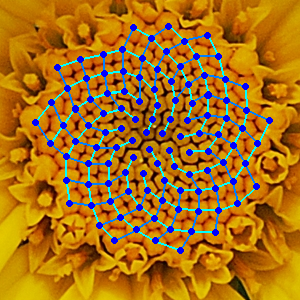
Жёлтая ромашковая головка, показывающая расположение в 21 (синяя) и 13 (аква) спиралей. Такие схемы, включающие последовательности чисел Фибоначчи, встречаются у самых разных растений

Последовательности вида:
{\displaystyle x_{1},x_{2},x_{3},\dots }
принято компактно записывать при помощи круглых скобок:
{\displaystyle (x_{n})} или {\displaystyle (x_{n})_{n=1}^{\infty }}.
Иногда используются фигурные скобки:
{\displaystyle \{x_{n}\}_{n=1}^{\infty }}.
Конечные последовательности могут записываться в следующем виде:
{\displaystyle (x_{n})_{n=1}^{N}}.
Также последовательность может быть записана как:
{\displaystyle (f(n))},
если функция {\displaystyle f} была определена ранее, или же её обозначение может быть заменено на саму функцию. Например, при {\displaystyle f(n)=n^{3}} последовательность можно записать в виде {\displaystyle (n^{3})}.

### Вариации и обобщения
Члены последовательности не обязательно должны нумероваться натуральными числами — к примеру, последовательность Фибоначчи может быть продолжена на отрицательные целые числа.
Существуют и так называемые многомерные последовательности, нумеруемые элементами декартова произведения {\displaystyle \mathbb {N} \times \mathbb {N} \times \dots \times \mathbb {N} }. К таким относится, например, многомерное расширение последовательности Туэ — Морса. Также многочлен от нескольких переменных {\displaystyle x_{1},x_{2},\dots x_{n-1},x_{n}} можно рассматривать как конечную {\displaystyle n}-мерную последовательность, где на позиции {\displaystyle i_{1},i_{2},\dots i_{n-1},i_{n}} находится коэффициент при произведении {\displaystyle x_{1}^{i_{1}}x_{2}^{i_{2}}\dots x_{n-1}^{i_{n-1}}x_{n}^{i_{n}}}.
Трансфинитная последовательность — последовательность, нумеруемая всеми порядковыми числами до заданного ординала.